# Engelskbukta
Engelskbukta est une baie du Svalbard d'environ 1,5 km de largeur, située à l'est du Forlandsundet dans le détroit séparant Prins Karls Forland du Spitzberg.

## Histoire
La baie était fréquentée dès le XVIIe siècle par les baleiniers britanniques. En 1611, ceux-ci y installèrent une base temporaire pour la chasse qui devint dès 1613 une station semi-permanente. 
En 1611 les navires anglais Mary Margaret (150 tonneaux) et Elizabeth (60 tonneaux) y firent naufrages. La baie prit alors le nom de Cove Comfortless. 